# Arnkil
Arnkil er et natur og historisk område nord for Sønderborg beliggende på den nordligste del af Kær Halvø på øen Als ved Als Sund overfor Sottrupskov på Sundeved.
Ingen ved hvor navnet "Arnkil" stammer fra, men "Arn" er afledt af det gammeldanske "Arnar" som betyder "ørn". Kil kan betyde en smal vig eller bugt der skar sig dybt ind i landet, og det passer godt på Augustenborg Fjord og Als Sund. 
En anden forklaring er at Arnkil ifølge et sagn har fået navn efter Arno, der boede på Sundeved. Arno blev forelsket i en pige på Rønhave da han var til fest på Nordborg Slot. De aftalte at han skulle komme og besøge hende. Han roede over Als Sund i en efterårsstorm, men han druknede. Først flere dage efter fandt man ham. 
Yderst på Kær Halvø ligger det ca. 30 ha store offentlig tilgængelige engområde Arnkilsøre. Området blev fredet i 1924 efter at have været anvendt som militært øvelsesterræn og som fælles areal for lokale landmænd til høslet og græsning. Øst for engområdet ligger den 75 ha store Arnkil Skov.

## Historie
Efter tyskernes storm på Dybbøl den 18. april 1864 trak den danske hær sig over til Als. 
Tidligt om morgenen den 29. juni satte fire preussiske bådhold med tilsammen 2.600 mand over Als Sund i 166 robåde og pontonfærger. Hovedstyrken startede fra Sottrup Storskov kl. 2:00 i 95 fartøjer og gik 10 minutter senere i land ved Skovfogedhuset på Arnkil. Den danske styrke på 50 mand ved Skovfogedhuset blev hurtigt nedkæmpet af de 1.450 preussere der stormede op ad kystskråningen. På Kær Halvø stod i de tidlige morgentimer det sidste store slag Danmark har deltaget i på dansk jord. Særligt ved landsbyen Kær og ved Kær Vestermark blev der kæmpet hårdt. På få timer mistede den danske hær godt 3.000 af de 12.000 soldater på Als. 216 var dræbte, resten var sårede, taget til fange eller forsvundet. 
De danske soldater, der faldt under kampen om Als, blev begravet af lokalbefolkningen efterhånden som de blev fundet på markerne. Derfor er der så mange grave på Arnkil og Kær Halvø i modsætning til Dybbøl, hvor der er få, store fællesgrave. Gravene er blevet passet af lokalbefolkningen siden 1864. 
Se også Slaget om Als
Til minde om preussernes overgang over Als Sund den 29. juni 1864 rejste den preussiske stat det preussiske mindesmærke "Arnkiel Denkmal", som blev indviet den 30. september 1872. Mindesmærket blev placeret 70 meter fra kysten ud til Als Sund, ca. 6 km nord for Sønderborg, syd for Arnkilsøre ud til Als Sund. Efter genforeningen i 1920 besluttede den danske regering at preussernes gravmonumenter ikke måtte ødelægges eller ændres. Regeringen ville dermed anerkende at et mindretal har ret til at være synlig i det offentlige rum. 
Mindesmærket blev efter besættelsen, juni 1945, sprængt i luften. Gerningsmændene var sandsynligvis tidligere frihedskæmpere. Resterne af mindesmærket blev smidt ned i en nærliggende mergelgrav som efterfølgende blev overdækket med jord. Et hoved fra et af reliefferne på mindesmærket blev fundet i 1963 i vandet ved Arnkilsøre.
Se også mindesmærket Düppel Denkmal som blev sprængt den 13. maj 1945.
1925 blev det første statshusmandsted i Statshusmandskoloni Rønhave bygget i Arnkil.

## Natur og turisme
Arnkil Skov på 75 ha er en udpræget løvblandingsskov som drives på en naturvenlig måde med selvforyngelse. Bøg er den dominerende træart. Særlig den østlige del af Arnkil Skov har mange store ege og bøgetræer. En del af de store træer blev for nogle år siden skovet, og det førte til at en hejrekoloni blev ødelagt. Cirka 5 ha af skoven henligger nu som urørt skov. 
Særlig skovens forårsflora er interessant med ramsløg, dansk ingefær, anemone, lærkespore og lungeurt.
Skoven har et rigt fugleliv med blandt andet: munk, dompap, gransanger, bogfinke, musvit, blåmejse, jernspurv, gulspurv, spætmejse, træløber, gærdesmutte, rødhals, hvid vipstjert, ringdue, skovskade, stor flagspætte, fiskehejre, natugle, sangdrossel, krage, stær, skarv og musvåge. Langs med kysten kan man om vinteren se toppet skallesluger, hvinand, gravand og gråand
Der er offentlig adgang til hele området som stadig benyttes til græsning. Løvfrøen yngler i dammene. Løvfrøerne kan kun leve hvor der er lav vegetation. Deres overlevelse er derfor betinget af at området afgræsses.
I det sydvestlige del af overdrevsarealet er der indrettet en primitiv overnatningsplads med adgang til toilet. Fra parkeringspladsen er der en afmærket vandrerute på 4 km som går gennem skoven til Augustenborg Fjord, hvor ruten fortsætter mod øst til Arnkilsøre og derefter parallelt med Als Sund tilbage til udgangspunktet.